# 埃德·里吉斯
埃德·里吉斯（英語：Ed Regis，1944年—，全名：Edward Regis, Jr）是一位美国哲学家、教育和作家，主要写作领域为超人类主义、纳米技术和生物战的科普，曾为，作品有《谁得到了爱因斯坦的办公室：普林斯顿高等研究院的大师们》（Who Got Einstein's Office?: Eccentricity and Genius at the Institute for Advanced Study）、《再创世纪：合成生物学将如何重新创造自然和我们人类》（Regenesis : How Synthetic Biology Will Reinvent Nature and Ourselves）等，也曾为《科学美国人》、《哈泼斯》、《连线》、《发现》、《纽约时报》等期刊杂志撰稿。